# Elymnias moranda
Elymnias moranda är en fjärilsart som beskrevs av Hans Fruhstorfer 1904. Elymnias moranda ingår i släktet Elymnias och familjen praktfjärilar. Inga underarter finns listade i Catalogue of Life.